# گار (استان آرخانگلسک)
گار (به لاتین: Gar) یک منطقهٔ مسکونی در روسیه است که در استان آرخانگلسک واقع شده‌است.